# أنتونيو إنريكيس خيسوس أوليفيرا
أنتونيو إنريكيس خيسوس أوليفيرا (بالبرتغالية: António Henriques Jesus Oliveira‏) (مواليد 8 يونيو 1958) هو لاعب كرة قدم. يلعب مع منتخب البرتغال لكرة القدم. سبق له أن لعب في كأس العالم لكرة القدم مع منتخب بلاده.

## روابط خارجية
- أنتونيو إنريكيس خيسوس أوليفيرا على موقع الاتحاد الدولي (مؤرشف)  (الإنجليزية)
- أنتونيو إنريكيس خيسوس أوليفيرا على موقع قاعدة بيانات كرة القدم.إي يو (الإنجليزية)
- أنتونيو إنريكيس خيسوس أوليفيرا على موقع ناشيونال فوتبول تيمز (الإنجليزية)